# Strada statale 56 di Gorizia
La ex strada statale 56 di Gorizia (SS 56), ora strada regionale 56 di Gorizia (SR 56), è una strada regionale del Friuli-Venezia Giulia che collega Udine a Gorizia.

## Storia
La strada statale 56, in origine detta "di Aidussina", venne istituita nel 1928 con il seguente percorso: "Gorizia - Aidussina - Zolla - Confine jugoslavo verso Kalce." Nel 1932 il tracciato della strada venne prolungato da Gorizia a Udine, e la strada assunse la nuova denominazione "di Gorizia e di Aidussina". Nel 1942, in seguito all'annessione del territorio sloveno, la strada statale 56 venne prolungata dall'ex confine italo-jugoslavo alla località di Kalce, dove confluiva nella SS 58. In seguito alla modifica dei confini conseguente al trattato di Parigi del 1947, gran parte della strada venne assegnata alla Jugoslavia. La Slovenia l'ha poi classificata come strada regionale 444.

## Percorso
La strada è il continuo della statale 676 Tangenziale Sud di Udine In un rondò nella quale inizia anche la strada regionale 352 per Grado e Palmanova. Taglia la pianura orientale friulana attraverso Buttrio, Manzano e San Giovanni al Natisone (il cosiddetto Triangolo della sedia). Superato il fiume Iudrio, entra in provincia di Gorizia. Passa la città di Cormons, poi le località di Capriva del Friuli, Mossa e Lucinico per terminare a Gorizia in piazzale Divisione Gorizia. Caratteristica della strada è il fatto di non passare nei centri urbani, ma di evitarli superandoli all'esterno.
Passando per il Triangolo della sedia, il più importante distretto industriale friulano, subisce un pesante traffico commerciale che dovrebbe venir ridotto dalla costruzione in breve di una nuova strada ad essa parallela, ma a valle delle località interessate, avente come scopo il collegamento rapido con l'autostrada A23.
Dal 1º gennaio 2008 la competenza sull'intera arteria è passata alla regione Friuli-Venezia Giulia che la gestisce tramite la Friuli Venezia Giulia Strade S.p.A.